# Opatów (gemeente in powiat Kłobucki)
De gemeente Opatów is een landgemeente in het Poolse woiwodschap Silezië, in powiat Kłobucki.
De zetel van de gemeente is in Opatów.
Op 30 juni 2004 telde de gemeente 6754 inwoners.

## Oppervlakte gegevens
In 2002 bedroeg de totale oppervlakte van gemeente Opatów 73,54 km², waarvan:
- agrarisch gebied: 87%
- bossen: 7%

De gemeente beslaat 8,27% van de totale oppervlakte van de powiat.

## Demografie
Stand op 30 juni 2004:
| Omschrijving                   | Totaal | Totaal | Vrouwen | Vrouwen | Mannen | Mannen |
| ------------------------------ | ------ | ------ | ------- | ------- | ------ | ------ |
| eenheid                        | aantal | %      | aantal  | %       | aantal | %      |
| inwoners                       | 6754   | 100    | 3418    | 50,6    | 3336   | 49,4   |
| bevolkingsdichtheid (inw./km²) | 91,8   | 91,8   | 46,5    | 46,5    | 45,4   | 45,4   |

In 2002 bedroeg het gemiddelde inkomen per inwoner 1196,24 zł.

## Administratieve plaatsen (sołectwo)
Brzezinki, Iwanowice Duże, Iwanowice Małe, Iwanowice-Naboków, Opatów, Waleńczów, Wilkowiecko, Złochowice, Zwierzyniec Drugi, Zwierzyniec Pierwszy.

## Aangrenzende gemeenten
Kłobuck, Krzepice, Lipie, Miedźno, Panki, Popów, Wręczyca Wielka